# Kokomikeis Chasma
Il Kokomikeis Chasma è una struttura geologica della superficie di Venere.